# Al Jackson
Alvin "Al" Jackson (Cleveland, Ohio; 29 de julio de 1943) es un exjugador de baloncesto estadounidense que jugó dos partidos en la NBA. Con 1,86 metros de estatura, jugaba en la posición de base.

## Trayectoria deportiva

### Universidad
Jugó durante cuatro temporadas con los Bulldogs de la Universidad Wilberforce de la NAIA, siendo el único jugador de dicha institución en llegar a jugar en la NBA.

### Profesional
En 1967 fichó por los Cincinnati Royals de la NBA, con los que únicamente disputó dos partidos, en los que no consiguió ni un solo punto.

## Estadísticas de su carrera en la NBA

### Temporada regular
| Temporada | Edad | Equipo            | Liga | Pos. | P | TIT | MIN | TC  | TCA | %TC  | 3P | 3PA | %3P | TL  | TLA | %TL | R.OF. | R.DEF. | REB | ASIS | ROB | TAP | PER | FP  | PTS |
| 1967-68   | 24   | Cincinnati Royals | NBA  |      | 2 |     | 8.5 | 0.0 | 1.5 | .000 |    |     |     | 0.0 | 0.0 |     |       |        | 0.0 | 0.5  |     |     |     | 3.0 | 0.0 |
| Total     |      |                   | NBA  |      | 2 |     | 8.5 | 0.0 | 1.5 | .000 |    |     |     | 0.0 | 0.0 |     |       |        | 0.0 | 0.5  |     |     |     | 3.0 | 0.0 |